# クローン病
クローン病（クローンびょう、英: Crohn's disease、略: CD）は、主として口腔から肛門までの全消化管に、非連続性の慢性肉芽腫性炎症を生じる原因不明の炎症性疾患で、厚生労働省より特定疾患に指定されている。
潰瘍性大腸炎（英語: Ulcerative colitis、略: UC）とともに炎症性腸疾患（英語: Inflammatory bowel disease、略: IBD）に分類される。クローン病は致死率は必ずしも高くはないが、潰瘍性大腸炎が大腸のみに炎症が発生するのに対し、クローン病ではすべての消化管に炎症が発生し得る上に合併症の頻度も潰瘍性大腸炎に比べ高い傾向にある。また、クローン病の治療では厳格な食事制限が要求されることが少なくない。

## 歴史
1932年にニューヨーク大学のマウントサイナイ病院の内科医ブリル・バーナード・クローンらによって限局性回腸炎として報告される。後に病名は改められたが回腸、特に回腸末端から盲腸にかけての回盲部に好発する点は確かである。

## 疫学
10代から20代に多く見られ、日本での罹患者数は約4万人以上で、潰瘍性大腸炎よりは罹患者数は少なく、中高年での発症はほとんど無い。発症年齢は女性で15〜19歳、男性で20〜24歳が最も多くみられる。

## 病因
現在でも、クローン病を発症する正確なしくみはわかっていない。遺伝的な素因を持ち、免疫系の異常がおこり、その上で食事因子などの環境的な因子が関係しているのではないかと考えられている。若年層での発症が顕著であり欧米先進国での患者数が圧倒的に多いため、食生活の欧米化、即ち動物性蛋白質や脂質の摂取が関係しているともいわれる。
欧米では、クローン病のかかりやすさは特にNod2 (IBD1) の機能欠損多型やHLAの多型により強く影響を受けるが、日本人ではNod2との関わりは明確ではない。近年、日本人クローン病とTNFSF15 (TL1A) というサイトカインの遺伝子との関連が報告された。TL1Aは腸管の炎症に関連しているサイトカインで、クローン病の病変部での発現が増加していることがわかっているが、これと遺伝子多型との関連についてはいまだ不明である。
2005年、R Balfour Sartor らが、畜牛にヨーネ病と呼ばれる下痢を伴う消耗性疾患を引き起こす細菌であるMycobacterium avium subsp. paratuberculosisが、牛乳やその他の乳製品を経由してヒトの体内に侵入し、クローン病を引きおこしている可能性を報告していた。また、Mycobacterium の関与を否定する報告もあるが、2015年時点ではクローン病の発症と何らかの細菌が直接関与している証拠は得られていない。

## 部位
皮膚合併症として脚に紅斑が発生するなどの症状が見られる。本疾患の病変は消化管全域に起こりうるため、その症状は多岐にわたり、それらが断続的にみられることがある。口腔から肛門までの全消化管を侵すが、多くは小腸・回盲部・肛門周囲に好発する。病変部位別に小腸のみに病変のある「小腸型」、大腸のみに病変のある「大腸型」、どちらにも病変のある「小腸・大腸型」に分けられ、小腸・大腸型が多くを占めている。

### 症状
|            | クローン病                            | 潰瘍性大腸炎               |
| ---------- | ------------------------------------- | -------------------------- |
| 排便       | 多くはお粥のような状態 。たまに脂肪便 | 多くは粘液状で、血液を含む |
| テネスムス | 一般的ではない                        | より一般的                 |
| 発熱       | 一般的                                | 重度の状態である           |
| 瘻孔       | 一般的                                | まれ                       |
| 減量       | しばしば                              | 非常にまれ                 |

自覚症状としては、多くの場合「腹痛（約80%）」「下痢（約80%）」が主な症状である。その他高率に見られる症状として「発熱」「体重減少」「肛門病変（痔瘻・裂肛・肛門潰瘍等）」「嘔吐」等があり、潰瘍性大腸炎で多く見られる「血便・粘血便・下血」はそれほど高頻度ではない。
クローン病は消化管粘膜の全層性の炎症性疾患のため、炎症が激しい状態では消化管の「潰瘍」「狭窄」「瘻孔」（ろうこう）「穿孔」といった変化を生じてくること多く、腸閉塞や消化管穿孔を生じてくる場合は、消化管腸切除等の外科的処置を必要とする場合も多い。

### 合併症
クローン病は消化管以外にも、以下のような多彩な臨床像を伴うことが多い。
- 関節症状：関節痛・関節炎（約40%）
- 皮膚症状：結節性紅斑、壊疽性膿皮症[11][12]、Sweet病
- 眼症状：虹彩炎
- 原発性硬化性胆管炎
- 悪性腫瘍
- 大腸癌[13]、回腸癌[14]

## 検査

### 検体検査
CRP・赤沈が活動性に相関する検査として用いられる。また炎症反応のバイオマーカーとして「便中カルプロテクチン(FC)」・「便中ラクトフェリン(FL)」・TCP-353抗体測定評価を行うこともある。

### 内視鏡検査

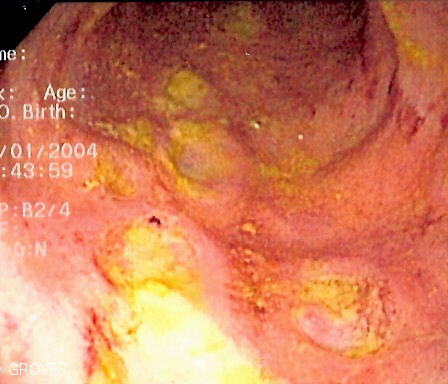
炎症を起こした大腸

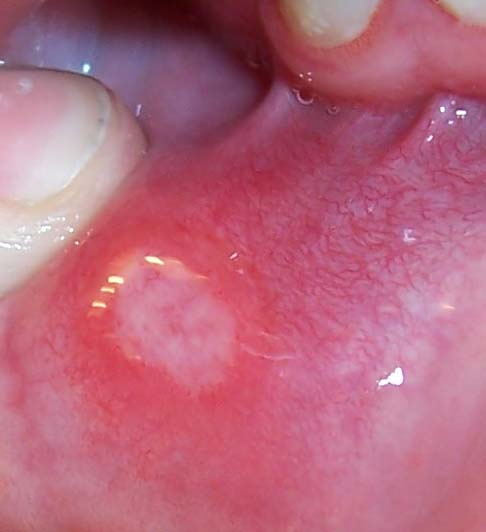
口腔内アフタ

クローン病では以下の内視鏡所見が特徴とされる。基本的に大腸内視鏡の他に上部消化管内視鏡検査も含めた全消化管検査が行われる。小腸の病変精査に対して小腸内視鏡検査や、またカプセル内視鏡検査も行われるが、狭窄病変があった場合にカプセル停滞となる場合もあるため注意して施行される。
- 非連続性病変
- 敷石像
- 縦走潰瘍
- 多発性アフタ：自覚症状のあるものとして口腔内アフタが多く見られる
- 狭窄病変・裂溝・瘻孔病変
- 竹節状変化：胃の病変においてみられることが多い

### 造影検査
X線検査による消化管造影検査においても、上記の内視鏡所見が認められる。小腸の病変が多いため、小腸の病変検索においては内視鏡検査ではなく、消化管造影検査が多用され有用である。

### CT・MRI検査
簡便に行われることで粗大変化等のスクリーニングに多用されている。また、近年は3D再構築による「CT MRI-Colonography（疑似内視鏡検査）」検査も行われる。

## 病理

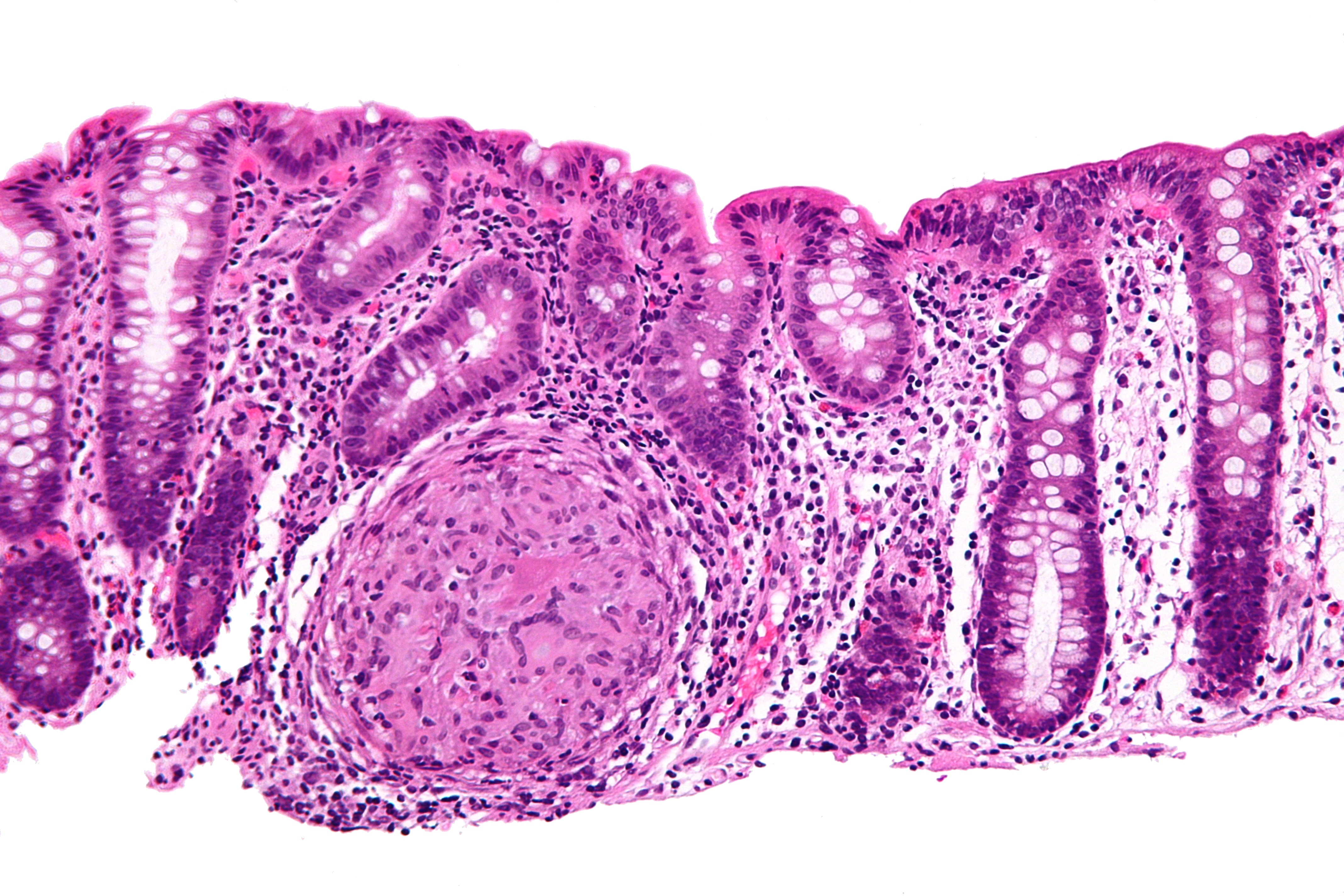
非乾酪性肉芽腫病変

クローン病の病理所見としては以下が特徴とされる。
- 非乾酪性類上皮細胞肉芽腫：微小な肉芽腫が多数形成（ただし組織検査での検出率は多くても50%程度）
- 消化管粘膜の全層性炎症所見：リンパ球浸潤を多く認める炎症像
- 裂溝形成：リンパ管に伴う組織欠損像
- 潰瘍病変：粘膜の潰瘍が縦走性に認められる[注 2]。
- 飛び石状病変：潰瘍性大腸炎とは異なり非連続性に病変を認める。

## 診断
基本的に臨床像・消化管像（内視鏡所見・消化管造影所見）・病理所見によって診断される。
特定疾患であり申請により公費助成適応のため、一般的に旧厚生省クローン病診断基準が広く用いられている。

### 診断基準
診断基準は難病情報センター資料より引用し改変。
- Definite（確診例）・Probable（疑診例）を対象とする。

1. 主要所見
A. 縦走潰瘍
小腸の場合は、腸間膜付着側に好発する
B. 敷石像
C. 非乾酪性類上皮細胞肉芽腫
連続切片作成により診断率が向上する。消化管に精通した病理医の判定が望ましい
2. 副所見
a. 消化管の広範囲に認める不整形～類円形潰瘍またはアフタ
典型的には縦列するが、縦列しない場合もある。
また、3か月以上恒存することが必要である。
また、腸結核、腸型ベーチェット病、単純性潰瘍、NSAIDs潰瘍、感染性腸炎の除外が必要である。
b. 特徴的な肛門病変
裂肛、cavitating ulcer、痔瘻、肛門周囲膿瘍、浮腫状皮垂など。Crohn病肛門病変肉眼所見アトラスを参照し、クローン病に精通した肛門病専門医による診断が望ましい。
c. 特徴的な胃•十二指腸病変
竹の節状外観、ノッチ様陥凹など。クローン病に精通した専門医の診断が望ましい。

診断のカテゴリー
- Definite（確診例）：
  1. 主要所見のA又はBを有するもの。
縦走潰瘍のみの場合、虚血性腸病変や潰瘍性大腸炎を除外することが必要である。敷石像のみの場合、虚血性腸病変を除外することが必要である。
  2. 主要所見のCと副所見のa又はbを有するもの。
  3. 副所見のa、b、c全てを有するもの。

- Probable（疑診例）：
  1. 主要所見のCと副所見のcを有するもの。
  2. 主要所見A又はBを有するが潰瘍性大腸炎や腸型ベーチェット病、単純性潰瘍、虚血性腸病変と鑑別できないもの。
  3. 主要所見のCのみを有するもの。
腸結核などの肉芽腫を有する炎症性疾患を除外することが必要である。
  4. 副所見のいずれか1つ又は1つのみを有するもの。

重症度分類
クローン病 IOIBDスコア
- 1項目1点とし、2点以上を医療費助成の対象とする。
  1. 腹痛
  2. 1日6回以上の下痢あるいは粘血便
  3. 肛門部病変
  4. 瘻孔
  5. その他の合併症（ぶどう膜炎、虹彩炎、口内炎、関節炎、皮膚症状（結節性紅斑、壊疽性膿皮症）、深部静脈血栓症等）
  6. 腹部腫瘤
  7. 体重減少
  8. 38℃以上の発熱
  9. 腹部圧痛
  10. ヘモグロビン10g/dL以下

## 治療
2019年までに完治させる治療法はないため、病気の活動性を管理して寛解（症状がないかごく弱い）の状態に導入し、維持していくことが治療目標である。治療は、内科的治療としては栄養療法（食事療法）や薬物療法が行われ、併用も可能であり、腫瘍、狭窄といった強い症状を起こしている場合には外科治療も検討される。小児では、薬物の成長への悪影響などへの配慮が必要となり原則的に栄養療法となる。

### 栄養療法
栄養療法では薬物療法よりも副作用が少ない。腸管を安静におくことで寛解状態に導入し、炎症が抑えられて症状の改善がみられる。
経腸栄養療法では、栄養剤を鼻チューブを使い腸へ投与するか、または口から摂取してもよいとされる。栄養剤は炭水化物、タンパク質、脂質、ビタミン、ミネラルが入った栄養剤。重症で、消化管からの栄養摂取が行えない場合は、絶食し完全静脈栄養療法となる。高カロリー輸液による栄養補給である。
重症例では絶食が続くこともあり、寛解維持のために食事制限を継続的に行いつつ、成分栄養剤を摂取する必要もある。具体的には栄養剤を併用しながら脂質の摂取制限に始まり、肉類の制限や繊維質の食品を避けるように指導される。つまり、抗原性を示さないアミノ酸を主体とする食物と、脂肪量を減らした食物などが中心となる。炎症を起こしにくい食事として一般的には、「低脂肪」、「低残渣」の食事が推奨される。しかし近年では狭窄のない場合に限っては繊維質の制限を行わないこともある。
クローン病患者は血液中のエルゴチオネインの濃度が低いことが報告されており、腸の炎症抑制とエルゴチオネインの関係性が示唆されている。
システマティックレビュー
非常に低い質の研究から、成人では経腸栄養療法よりコルチコステロイドのほうが寛解導入に優れ、小児ではその逆であり、さらなる研究による確認が必要である（2017年、27件）。経腸栄養療法による維持に対しては、ランダム化比較試験 (RCT) 4件から確固とした結論を下せず、さらに進行中の4試験が存在しこれが終了すれば再びレビューされる（2018年）。
オメガ3脂肪酸サプリメントでは結果が一貫してない（2013年）。プロバイオティクスでは1研究しかなく適切なRCTが必要（2008年）。グルタミンでは小規模なRCT2件で不十分だが、この結果からは有益でないことが示される。

### 薬物治療
活動期には下記に記すように使い分けられる。寛解維持にはメサラジンやサラゾスルファピリジンを用い、生物学的製剤（分子標的治療薬）を使った場合にはこれらが寛解維持に用いられる。
サリチル酸製剤
寛解維持療法・寛解導入療法共に使用される最も基本的で一般的な薬剤。
- メサラジン(略 5-ASA: 別名 Mesalazine･5-aminosalicylic acid、商品名ペンタサ)
- サラゾスルファピリジン (略 SASP、別名スルファサラジン、商品名サラゾピリン、アザルフィジン) 大腸型に[16]。

副腎皮質ホルモン剤・ステロイド系抗炎症薬
- ブデソニド 局所病変に効果、回腸から上行結腸が主な場合に[16]。ここまでで効果不十分であれば、以下へ（中等症以上の治療へ）[16]。
- プレドニゾロン 強い効果がある反面、長期使用で副作用が生じてくるため寛解導入を目的として漸減中止する[16]。減量や離脱が困難となる場合がある[16]。免疫力低下の副作用による感染症に注意が必要となる[16]。重症では静脈注射する場合がある[16]。

抗生物質
- メトロニダゾールやシプロフロキサシンを使うこともできる[16]。

免疫抑制剤
- アザチオプリン ステロイドの原料が難しい場合に併用することもできる[16]。効果まで3-4か月かかることもある[16]。
- メルカプトプリン(6-MP) 上記のアザチオプリンの代わり[16]。

分子標的治療薬
ここまでで栄養療法を含めて効果不十分であれば生物学的製剤（分子標的治療薬）の使用が考慮される。
著しい狭窄や内瘻や膿瘍形成以外はすべて適応がある。
- インフリキシマブ（レミケード）：抗TNF薬。潰瘍性大腸炎にも適応。
- アダリムマブ（ヒュミラ）：抗TNF薬。潰瘍性大腸炎にも適応。
- ウステキヌマブ（ステラーラ）：抗IL-12/23p40モノクローナル抗体製剤。
- リサンキズマブ（スキリージ）：ヒト化抗ヒトIL-23p19モノクローナル抗体製剤。2022年9月承認[23]。中等症から重症の活動期クローン病の寛解導入療法および維持療法に使用するが、いずれも既存治療で効果不十分な場合に限る。寛解導入療法には点滴静注(600mg)[24] 、維持療法には皮下注(360mg)を投与する[25]。
- ウパダシチニブ（リンヴォック）：JAK阻害剤。2023年6月承認[26]。潰瘍性大腸炎にも適応あり。

日本で未承認の分子標的治療薬
- セルトリズマブ(シムジア)：抗TNF薬。日本で未承認。米国ではクローン病に対して承認あり。日本では関節リウマチのみ適応。
- トファシチニブ(ゼルヤンツ) :日本で未承認。JAK阻害剤。日本では未承認。(潰瘍性大腸炎は承認されている)

カンナビノイド
主に痛みの緩和、抗炎症作用等、症状の緩和に用いられる。
- ナビキシモルス（サティベックス）：潰瘍性大腸炎にも適応。日本では未承認。

システマティックレビュー
中等症までの寛解導入のためのアミノサリチル酸製剤では、サラゾスルファピリジンはステロイドよりは効果が低いが偽薬よりやや効果的で、メサラジンは偽薬と効果は変わらず、メサラジンとブデソニドの併用では結果が一貫してないという、中程度の品質の証拠がある（2016年、20研究）。メサラジンには、導入された寛解維持に対して偽薬を超える効果はなく追加の研究も推奨できない（2016年、偽薬対照試験12件）。抗生物質は、活動期には臨床的な効果をもたらさないという中から高品質の証拠があり、また寛解維持期についての効果は不明確である（2019年、様々な抗生物質のRCT13件）。免疫抑制剤のアザチオプリンとメルカプトプリンは活動期の寛解導入や臨床的な改善について偽薬を上回る効果はないが、アザチオプリン単体よりもインフリキシマブ（分子標的治療薬）との併用の方が寛解導入に優れる（2016年、RCT13件）。
ステロイドのブデソニドは、寛解導入に偽薬よりも有効である（2015年、14研究）。導入後では、3か月以上のブデゾニドの使用は、副腎皮質ホルモンの抑制による副作用が増えるため効果的ではない（2014年、12研究）。コルチコステロイドは非常に低い質の研究から、成人では経腸栄養療法より寛解導入に優れ、小児ではその逆であり、さらなる研究による確認が必要である（2017年、27件）。
生物学的製剤では、ウステキヌマブは9週間までの使用で、中等症から重症の寛解導入に有効だという質の高い証拠があり、長期的な使用についての試験が必要である（2016年、RCT6件）。インフリキシマブ、アダリムマブのそれぞれの薬剤による寛解導入からの維持に有効であり、副作用は類似し、これらの相対的な有効性を比較した試験はない（2008年、インフリ3件・アダリム2件）。4研究計342人からインフリキシマブ単独より、経口栄養療法を併用した方が寛解導入と維持ができた割合が多かった。抗TNF薬の使用は、特に感染症による術後合併症の危険性を高める（2016年、14研究）。
新しく利用できる生物学的製剤のウステキヌマブ、ベドリズマブ（抗α4β7薬）、ナタリズマブは、寛解導入に対し偽薬より優れているが、いずれかが優越していることはなかった（2018年、9研究）。ナタリズマブではまれに進行性多巣性白質脳症 (PML) を発症して死亡するリスクがあり、これを起こさない他の薬物がある（2018年）。

### 外科治療
基本的に外科的治療は行わないが、内科的治療が有効でない強度の狭窄や腸閉塞を起こした場合、同じく穿孔、瘻孔や膿瘍を伴う場合は手術適応となる。その場合においても可能な限り短腸症候群を避けるために切除は最小限に抑えられ、狭窄形成術などが行われる。手術によって病変は取り除かれても再発率は極めて高く、特に術後の再接合部に再発することが多い。

### 血球成分除去療法
潰瘍性大腸炎と共に炎症発生機序の要点となる白血球または白血球の内の顆粒球を取り除く治療法。

## 予後
本疾患は寛解期と活動期を繰り返す慢性的疾患であり、現在では完治させることは不可能であるが、直接的に生命にかかわることは少ない。しかし、手術率は発症後5年で33.3%、10年で70.8%と高く、さらに手術後の再手術率も5年で28%と高率であることから、再燃・再発予防が重要である。診断後10年の累積生存率は96.9%である。

## 支援
慢性疾患のため、日常生活を送りながらの闘病となる。また、一般には認知度が高くないため、病気の啓発や理解を進める活動が求められてきた。近年では、患者当事者、支援者が集まりクローン病や大腸性疾患に関して情報交換を行う団体TOKYO IBDや難病支援NPOなど精神的支援が次第に増えてきている。